# Gino Demi
Gino Demi (Collesalvetti, 7 giugno 1901 – 3 aprile 1983) è stato un calciatore italiano, di ruolo centrocampista.

## Carriera
Disputa 4 gare con il Livorno nel campionato di Divisione Nazionale 1928-1929.
In seguito milita nella Carrarese, nella Vigor Fucecchio, nel Solvay Rosignano e nel Montecatini.